# ダイシャン (ハダナラ氏)
ダイシャンは女真族ハダナラ氏、二代ハダ国主・フルガンの子で、三代国主。
父のフルガンの死後、国主の座をめぐってハダは三つ巴となり、一時は明朝の介入でダイシャンが実権を握ったが、イェヘの策略により暗殺された。
ヌルハチの子のダイシャン（礼親王）とは同名別人。

## 略歴

### 萬死後の政局混乱
万暦10（1582）年、初代ハダ国主で祖父の萬（王台）が死去すると、二代国主に即位した父・フルガンと叔父・カングル（萬の落胤）の間で権力闘争が起り、敗れたカングルがイェヘに亡命した。やがてフルガンが即位から一年足らずで病逝すると、政局混乱の最中、ダイシャンが17歳で三代国主に即位した。

### イェヘの復讐一、チンギヤヌとヤンギヌ
万暦11（1583）年7月、ハダへの復讐を企てるイェヘのチンギヤヌ、ヤンギヌ兄弟がハダの叛臣・ベフチ（白虎赤、フルガン統治期に背離）と結託し、更にホルチン部ウンガダイ、ノムトゥを糾合した騎兵10,000を引率れ、ハダのバギ（把吉）部落を襲撃、掠奪した。この時、ダイシャンらの勢力を案じた明朝が介入し、イェヘ側を弾圧するも功を奏さず、同年12月に至り再侵攻。ダイシャンとメンゲブルは騎兵2,000で迎撃したが阻止できず、ダイシャン所有の荘園1、末叔・メンゲブルの荘園10、二叔サムハトゥ（三馬兎）の荘園10がそれぞれイェヘ軍の劫火に見舞われた。
万暦12（1584）年、イェヘの度重なる襲撃に悩まされたハダは遼東総兵の李成梁に賄賂を贈り、チンギヤヌ、ヤンギヌ兄弟が明朝の「市圏計」（報奨すると欺いて貢市に誘き出した上での集中砲火による袋叩き）にかかって殺害された。その際にハダの叛臣・ベフチと、チンギヤヌとヤンギヌそれぞれの子を含む多くの首級が挙がり、イェヘは数年間を臥薪嘗胆して堪えねばならなくなった。明朝はダイシャンを塔山前衛都督に任命し、メンゲブルに龍虎将軍を承襲させることで両者間の確執解消を図ったが、しかしイェヘの新国主のブジャイとナリムブルは、祖父・チュクンゲと父の仇をとろうと、しつこくハダ内政に干渉し、カングルのダイシャン討伐を支持した。久しくして、メンゲブルは一転、母・温姐、カングル、イェヘとの共謀に走った。

### イェヘの復讐二、ブジャイとナリムブル
万暦15（1587）年、ヤンギヌの子のナリムブルがモンゴルのウンガダイの騎兵10,000余を率いてハダのバタイ（把太、把泰とも）部落を急襲。この頃、カングルがフルガン死歿の報せをきいて亡命先のイェヘから帰還。カングルは更に父・萬の妾・温姐（チンギヤヌ兄弟の妹）を娶ってイェヘとのパイプを強化し、ダイシャンとの対決姿勢を露わにした。ここにハダはダイシャン、メンゲブル、カングルの三つ巴となり、再び権力闘争による国力衰頽を招くこととなった。同年旧暦6月、カングルはダイシャン属下の阿台卜花を煽って叛乱を起させ、家財、家畜を強奪させた。メンゲブルは母の温姐を通じてイェヘおよびカングルと繋がり、策応してダイシャンの妻・哈爾屯を拉致し殺害した。明朝は援軍を派遣してダイシャンの包囲を解くと、温姐とカングルを捕縛したが、やがて温姐のみ釈放した。メンゲブルはナリムブルに操られるままにダイシャンを攻撃し、自らの属部18を焼き払うと、温姐を連れてイェヘへ投じた。混乱を収拾できないまま、明朝はメンゲブルの勲爵（龍虎将軍）を剥奪した。
万暦16（1588）年2月、河西で大飢饉が起り、ダイシャンの要請に応えて明朝より粟100斛が贈られた。同年3月、明の李成梁はイェヘ国主のブジャイとメンゲブル両酋の征討を決定し、13日に威遠堡を出発、城郭を包囲し、両酋が投降したため撤兵、帰還した。明朝は、ダイシャンが執政するには未熟で、大衆を従わせるには別の有力者が必要であること、また、ダイシャンとカングルを和解させることでイェヘを牽制することができることに鑑み、カングルの釈放を決定した。同年4月、カングル釈放。釈放後のカングルはダイシャンとの関係を修復し、明朝に忠義を尽くした。ダイシャンは妹のアミン･ジェジェを連れてヌルハチを訪い、自ら出迎えたヌルハチは、酒宴を催してアミン･ジェジェとの祝言を挙げた。ダイシャンが内政を明朝に頼り、外交で建州と結びついたことで、東域は明朝の思惑通り勢力均衡が維持された。その後、数箇月してカングル死去。更に同年旧暦7月、温姐が死去。

### 暗殺
万暦16（1588）年、イェヘは相変わらずメンゲブルを唆してダイシャン討滅を謀った。明朝はブジャイ、ナリムブル、メンゲブル、ダイシャンらに対し、恨みを忘れ四者揃って入貢するよう命じ、この後、ブジャイがダイシャンに娘との婚姻を許した。しかし、この頃のダイシャンは酒に溺れ、気に入らない者があるとすぐ殺したため、大衆は徐々に離叛しはじめていた。
万暦19（1591）年旧暦正月、ダイシャンはブジャイの娘をもらうためにイェヘを訪れ、序でに姉（ナリムブルの妻）に会った。しかしハダへの帰路で、イェヘが秘かに差し向けた擺思哈により射殺された。ナリムブルらは罪を擺思哈に着せると、捕らえて（明朝に）献上した。メンゲブルはダイシャン暗殺をきくとハダへ帰還し、四代国主に即位した。
総督侍郎・郝傑疏は「歹商（＝ダイシャン）に那（＝ナリムブル）、卜（ブジャイ）と夙怨有り，今中道に射死に，情（ありさま）甚だ隱（なぞ）にして，第（いきさつ）深く求め難く，擺夷（＝擺思哈）を梟（さら）し法（のり）を示さむことを請ふ」と対処を求めた。ダイシャンの子・騷台住らは政治をするには幼なすぎたため、ダイシャンの属部および貢勅137道は暫時メンゲブルに託されることとなった。

## 系図
萬：初代ハダ国主、ハダナラ氏始祖。王台とも。
- 長子・フルガン：二代国主。
  - 孫娘：名不詳。ダイシャンの姉。イェヘ東城主・ナリムブルに嫁いだ[23]。
  - 孫・ダイシャン：フルガンの子。三代国主。
    - 曾孫・騷台住：ダイシャンの子。母不詳。ダイシャン殺害時にはまだ幼少で、明朝の庇護を受けた。

  - 孫娘・アミン･ジェジェ（ᠠᠮᡳᠨ ᠵᡝᠵᡝ, amin jeje）[24]：フルガンの娘、ダイシャンの弟。ヌルハチに嫁いだ。
- 子・サムハトゥ（三馬兔）：夭折。不詳。
- 子・カングル：萬の落胤（私生子）。
- 末子・メンゲブル：四代国主。
  - 孫・ウルグダイ：メンゲブルの子。末代国主。